# Benjamin Ben-Eliezer

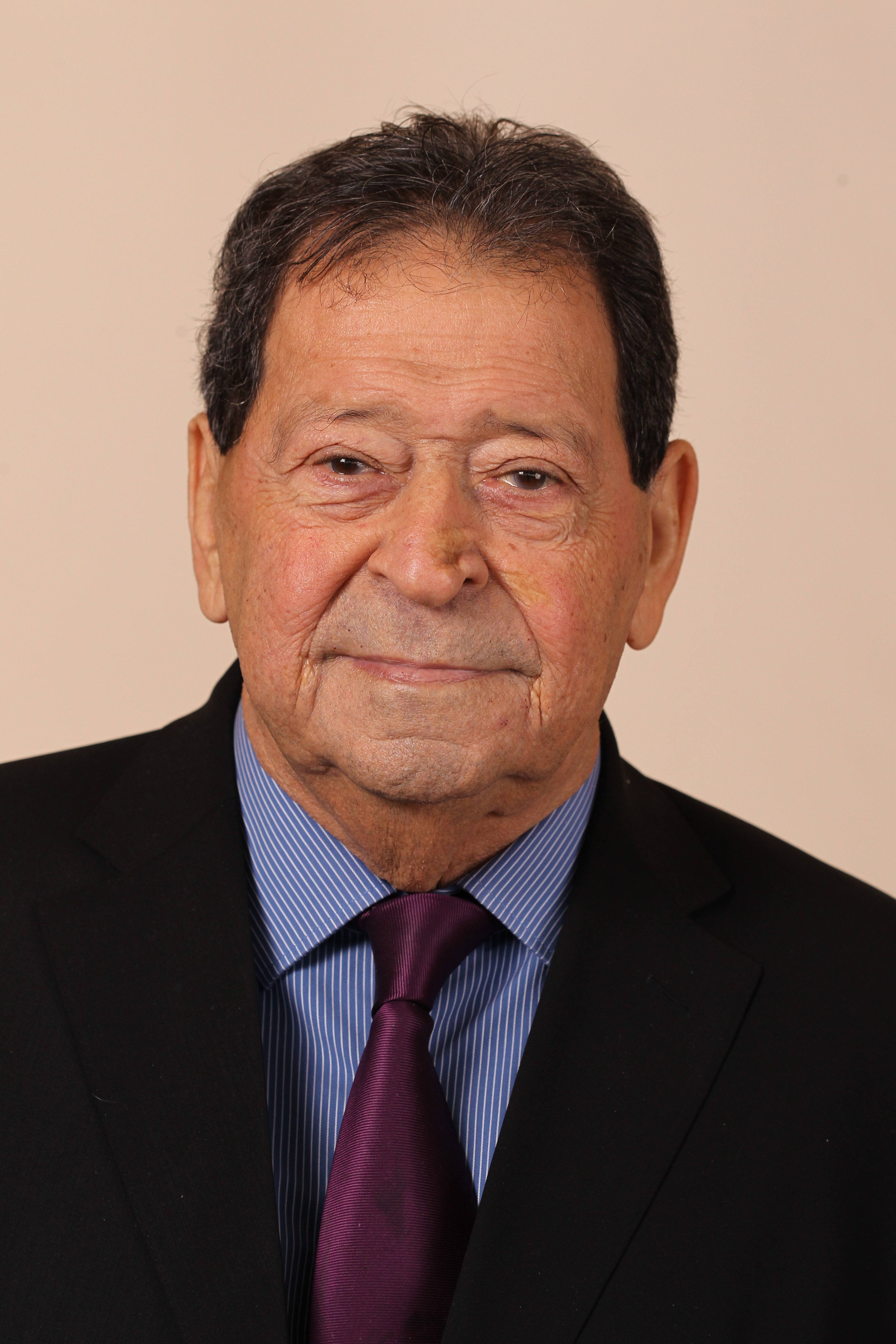
Benjamin Ben-Eliezer, 2013

Benjamin Ben-Eliezer (hebräisch בנימין בן אליעזר; * 12. Februar 1936 in Basra, Irak als Fuad Ben-Eliezer; † 28. August 2016 in Tel Aviv) war ein israelischer Berufssoldat, zuletzt im Rang eines Brigadegenerals (Tat-Aluf), und nachfolgend Politiker.

## Leben

### Herkunft
Benjamin Ben-Eliezer stammte aus einer irakisch-jüdischen Familie. Er kam 1949 mit seiner Familie in den neu gegründeten Staat Israel.

### Laufbahn als Offizier
Ben-Eliezer ging 1954 zur Armee (IDF) und schlug 1958 nach dem Militärdienst eine Laufbahn als Berufsoffizier ein. Er diente in der Golani-Brigade und absolvierte das IDF Command and Staff College sowie das Israel National Defense College. Während des Sechstagekrieges 1967 befehligte er die Eliteeinheit Sajeret Schaked. Er heiratete und hatte mit seiner Frau fünf Kinder.
Von 1970 bis 1973 war er Mitglied der IDF-Militärmission in Singapur; im Jom-Kippur-Krieg 1973 befehligte er wiederum israelische Truppen und wurde dabei verwundet. 1977 wurde er während des Libanesischen Bürgerkrieges zum ersten kommandierenden Offizier im Südlibanon ernannt und fungierte als Verbindungsoffizier zu den christlichen libanesischen Milizen. Von 1978 bis 1981 war er Kommandeur der israelischen Truppen im besetzten Westjordanland, 1983/1984 fungierte er als Regierungskoordinator für die „zivile“ Militärverwaltung in den besetzten Palästinensergebieten.

### Politiker
Als Aharon Abuchazira und andere Mizrachim die von den Aschkenasim dominierte Nationalreligiöse Partei verließen und 1981 eine neue Partei, Tnu’at Masoret Jisra’el (Tami), gründeten, schloss Ben-Eliezer sich ihnen an. Doch vor der Parlamentswahl 1984 wechselte er die Partei und trat der von Ezer Weizman neu gegründeten Yachad-Partei bei. Für Yachad wurde Ben-Eliezer im selben Jahr erstmals in die Knesset gewählt. Yachad ging wenig später in der Allianz HaMa’arach auf. Als die Allianz zerfiel, blieb Ben-Eliezer bei der stärksten Partei des einstigen Ma’arach, bei der Arbeitspartei. Als deren Abgeordneter gehörte er bis 1992 dem Ausschuss für auswärtige Angelegenheiten und Verteidigung und bis 1988 dem Ausschuss für Arbeit und Soziales an. Von 1992 bis zur Abwahl der von der Arbeitspartei geführten Regierung 1996 war Ben-Eliezer Minister für Wohnungsbau, zunächst unter Jitzchak Rabin und nach dessen Ermordung 1995 unter Schimon Peres. Rabin schickte seinen Vertrauensmann Ben-Eliezer, der fließend Arabisch sprach, 1994 in einer Geheimmission nach Tunis. Dort verhandelte er als erster israelischer Minister mit Jassir Arafat.
Als Wohnungsbauminister förderte er stets eine expansive Siedlungspolitik, vor allem in der Region Jerusalem. In der Folgezeit gehörte er als Abgeordneter erneut dem Ausschuss für auswärtige Angelegenheiten und Verteidigung an. Im Juli 1999 kehrte er als Minister für Kommunikation und stellvertretender Ministerpräsident unter Ehud Barak in die Regierungsverantwortung zurück, und im August 2000 übernahm er zusätzlich wieder das Ressort Wohnungsbau. In dieser Zeit war er auch für die Ausarbeitung eines Planes für die Abtrennung der palästinensischen Gebiete verantwortlich.
Nach der Abwahl Baraks und der Bildung der Regierung der nationalen Einheit unter Einschluss der Arbeitspartei unter Führung von Ariel Scharon im März 2001 wurde Ben-Eliezer Verteidigungsminister und übernahm damit ein Schlüsselressort. Bei der durch den Rücktritt Baraks notwendig gewordenen Neuwahl des Parteivorsitzenden im September 2001 schien Ben-Eliezer, der innerhalb seiner eigenen Partei als „Falke“ galt, zunächst knapp der „Taube“ Avraham Burg unterlegen zu sein; Nachwahlen infolge von Unregelmäßigkeiten erbrachten dann jedoch eine Stimmenmehrheit für Ben-Eliezer, und im Dezember 2001 trat er formell das Amt des Parteivorsitzenden an.
Als Verteidigungsminister unter Ministerpräsident Ariel Scharon plädierte er fallweise für diplomatische Mittel zur Lösung des Nahostkonflikts, trug aber im Wesentlichen Scharons international scharf kritisierten Kurs gegenüber den Palästinensern mit. Damit stieß er auf den Widerstand der eigenen Partei, die ihren Ministern, allen voran Ben-Eliezer, Verrat an den Grundsätzen der Partei vorwarf und sie wiederholt zum Auszug aus der Regierung aufforderte. In der „Operation Schutzschild“ entschied er sich gegen die vorgängige Bombardierung der Stadt Dschenin durch F-16-Kampfflugzeuge, um die Zahl der zivilen Opfer zu verringern. Dies brachte ihm wütende Reaktionen von Familien ein, deren Angehörige dort im Kampfeinsatz gestorben waren.
Zum endgültigen Bruch mit Scharon und dem Rücktritt Ben-Eliezers wie der übrigen Arbeitspartei-Minister aus der Regierung kam es im Oktober 2002 aufgrund schwerer Differenzen über den Haushalt 2003, der auf der einen Seite drastische Kürzungen u. a. im Sozialbereich plante, auf der anderen Seite aber weiterhin hohe Subventionen für die jüdischen Siedlungen in den Palästinensergebieten vorsah, was die Arbeitspartei ablehnte. Im November 2002 verlor Ben-Eliezer auch den Parteivorsitz: Mit nur etwa 37 Prozent der Stimmen unterlag er bei der Wahl der neuen Parteiführung klar seinem Herausforderer Amram Mitzna.
Nachdem seine Partei zu den Knesset-Wahlen 2003 ein Wahlbündnis mit der Linkspartei Meimad eingegangen war, gehörte Ben-Eliezer in der Knesset der Arbeitspartei-Meimad-Fraktion an. Im Januar 2005 wurde er zum Infrastrukturminister ernannt. Im Jahr 2007 wurden schwere Vorwürfe gegen ihn erhoben. Er soll während des Sechs-Tage-Krieges im Jahr 1967 Gräueltaten an ägyptischen Kriegsgefangenen begangen bzw. diese angeordnet haben. Aus diesem Grund sagte er eine Reise nach Ägypten ab, aus Furcht vor einer Verhaftung. Nach den Knesset-Wahlen 2009 wurde er Minister für Handel und Industrie im 2. Kabinett von Benjamin Netanjahu. Als sein Weggefährte Ehud Barak 2011 die Arbeitspartei verließ und die Partei Ha’Atzma’ut gründete, gab Ben-Eliezer sein Ministeramt auf. Bei den Knesset-Wahlen 2013 wurde er für die Arbeitspartei wiedergewählt, legte sein Abgeordnetenmandat jedoch aus Krankheitsgründen im Dezember 2014 nieder. Ben-Eliezer lebte zuletzt in Rischon LeZion.

## Schriften
- פואד : כנגד כל הסיכויים (Fuʼad: Ke-neged kol ha-sikujim). Jedi’ot Acharonot, Tel Aviv 2005 (Autobiographie, hebräisch).